# Chapter 1. Dream Girl – The Misconceptions of You
"Chapter 1. Dream Girl – The Misconceptions of You" is het derde album van de Zuid-Koreaanse band SHINee, uitgebracht op 19 februari 2013 door S.M. Entertainment. "The Misconceptions of You" is een van de twee albums onder noemer "Dream Girl". Het tweede album "Chapter 2. Dream Girl – The Misconceptions of Me" zal worden uitgebracht in april.

## Tracklijst
| Nr. | Titel                    | Tekst        | Muziek                                       | Duur |
| --- | ------------------------ | ------------ | -------------------------------------------- | ---- |
| 1.  | Spoiler                  | Kim Jonghyun |                                              | 3:31 |
| 2.  | Dream Girl               |              | Shin Hyuk, Jordan Kyle, Ross Lara, Dave Cook | 3:00 |
| 3.  | 히치하이킹 (Hitchhiking) |              | Anne Judith Wik, Will Simms, Hitchhiker      | 4:07 |
| 4.  | Punch Drunk Love         |              |                                              | 3:39 |
| 5.  | Girls, Girls, Girls      |              |                                              | 2:46 |
| 6.  | 방백 (Aside)             |              |                                              | 3:44 |
| 7.  | 아름다워 (Beautiful)     |              |                                              | 3:10 |
| 8.  | 다이너마이트 (Dynamite)  |              |                                              | 3:39 |
| 9.  | Runaway                  |              |                                              | 3:10 |

## Uitgavegeschiedenis
| Land             | Datum            | Distributie        | Formaat      |
| ---------------- | ---------------- | ------------------ | ------------ |
| Zuid-Korea       | 19 februari 2013 | S.M. Entertainment | cd, download |
| Verenigde Staten | 20 februari 2013 | S.M. Entertainment | iTunes       |